# Champerico
Champerico (derivado del nombre de la compañía alemana Champer & Co.) es un y municipio ubicado al sur de la República de Guatemala, perteneciente al departamento de Retalhuleu. Su historia data de 1881; anteriormente perteneció la finca a la compañía Champer & Co., de donde se cree viene su nombre. Su día festivo es el 6 de agosto en honor al santo patrono del pueblo, el Niño Jesús Salvador del Mundo. Rico en tradiciones de Semana Santa y Navidad, su principal economía proviene del turismo. Frente al Océano Pacífico se sitúa el mayor número de restaurantes de la localidad.
Champerico es un municipio con clima muy cálido todo el año ya que sus temperaturas se sitúan entre los 24 y los 36 °C.
La población se dedica en su mayoría a la pesca y cultivo en manglares, sin embargo esta actividad ha sido cancelada por la explotación de los manglares para material de vivienda, dejando un escenario casi sin vegetación. Los manglares representan una fuente fundamental de alimento para fauna local y el desarrollo de especies que utilizan sus largas raíces como protección y vivienda. Algunas actividades comerciales como la pesca de camarón afectan grandemente el hábitat y amenazan con la destrucción de los manglares al punto que en algunos mapas actuales ya no se divisan plantaciones de los mismos.
El deporte que más se practica es el surf.

## Toponimia
El topónimo «Champerico» se originó del nombre de la compañía alemana «Champer & Co.», que era una compañía explotadora de madera fina en el área.

## División política

### Área urbana
| Categoría | Listado |
| --------- | --- |
| Barrios   | - El Centro (Cabecera Municipal) - El Palmo - San Miguel - La Esperanza - Pueblo Nuevo - Bilbao - Guayacán - Viñas del Mar - Bella Vista |
| Colonias  | La Felicidad, El Milagro y 20 de Octubre                                                                                                 |

### Área rural
| Categoría | Listado |
| --------- | --- |
| Aldeas    | - El Chico, (Caserío el Manchón) - Acapàn - El Rosario - Santiago Agrícola - Granada - El Río - Las Maduras - San José de Jesús El Carmen - Nueva Cajolá - El Triunfo - Nueva Olga María Cuchuapán - Aztlan - Victorias III. - La Verde. - Santa Cruz Cajolá - Montecristo - San Vicente - La Gomera - El Rosario Centro Urbano. |
| Caserío   | - Los Ángeles - La Sureña - Santa Ana La Selva - Santa Rosa - El Conacaste - Las Brisas - El Refugio - El Codo - El Español - Jovel - Santiago Agrícola - El Pijuy - Comunidad San Miguel Las Pilas |

## Geografía física

### Clima
La cabecera municipal de Champerico tiene clima tropical (Clasificación de Köppen: Aw).
| Parámetros climáticos promedio de Champerico | Parámetros climáticos promedio de Champerico | Parámetros climáticos promedio de Champerico | Parámetros climáticos promedio de Champerico | Parámetros climáticos promedio de Champerico | Parámetros climáticos promedio de Champerico | Parámetros climáticos promedio de Champerico | Parámetros climáticos promedio de Champerico | Parámetros climáticos promedio de Champerico | Parámetros climáticos promedio de Champerico | Parámetros climáticos promedio de Champerico | Parámetros climáticos promedio de Champerico | Parámetros climáticos promedio de Champerico | Parámetros climáticos promedio de Champerico |
| Mes                                          | Ene.                                         | Feb.                                         | Mar.                                         | Abr.                                         | May.                                         | Jun.                                         | Jul.                                         | Ago.                                         | Sep.                                         | Oct.                                         | Nov.                                         | Dic.                                         | Anual                                        |
| -------------------------------------------- | -------------------------------------------- | -------------------------------------------- | -------------------------------------------- | -------------------------------------------- | -------------------------------------------- | -------------------------------------------- | -------------------------------------------- | -------------------------------------------- | -------------------------------------------- | -------------------------------------------- | -------------------------------------------- | -------------------------------------------- | -------------------------------------------- |
| Temp. máx. media (°C)                        | 33.1                                         | 33.3                                         | 34.4                                         | 34.8                                         | 34.3                                         | 33.4                                         | 33.5                                         | 33.7                                         | 32.8                                         | 32.6                                         | 32.8                                         | 32.4                                         | 33.4                                         |
| Temp. media (°C)                             | 25.7                                         | 26.0                                         | 27.3                                         | 28.3                                         | 28.7                                         | 28.4                                         | 28.1                                         | 28.1                                         | 27.6                                         | 27.3                                         | 26.9                                         | 25.8                                         | 27.4                                         |
| Temp. mín. media (°C)                        | 18.3                                         | 18.8                                         | 20.3                                         | 21.8                                         | 23.2                                         | 23.4                                         | 22.7                                         | 22.5                                         | 22.5                                         | 22.0                                         | 21.0                                         | 19.3                                         | 21.3                                         |
| Precipitación total (mm)                     | 3                                            | 1                                            | 6                                            | 26                                           | 110                                          | 210                                          | 131                                          | 128                                          | 217                                          | 223                                          | 24                                           | 4                                            | 1083                                         |
| Fuente: Climate-Data.org                     |                                              |                                              |                                              |                                              |                                              |                                              |                                              |                                              |                                              |                                              |                                              |                                              |                                              |

### Ubicación geográfica
El municipio de Champerico tiene una extensión territorial de 0.416 km²; está a 36 km de distancia de la cabecera departamental de Retalhuleu, y a 224 km de la Ciudad de Guatemala por una carretera asfaltada.  El Banco de marca establecido por la Dirección General de Caminos en el parque de la cabecera, frente a una estatua del expresidente Justo Rufino Barrios, está a 4.94 m s. n. m. (metros sobre el nivel del mar), latitud 14° 17′ 35″ y longitud 91° 54′ 50″. 
Las comunidades rurales están unidas entre sí por medio de caminos vecinales. Los suelos de la región son de origen volcánico, por su fisiografía pertenece a la llanura costera del pacífico, formada por el abanico aluvial del río Samalá y zonas de marismas del litoral del Pacífico. 
Los suelos en general son bien drenados de textura pesada, superficie de color oscuro y subsuelos arcillosos de café rojizo, son de la serie Ixtan. Champerico y Bucul, ocupan depresiones en la planicie y pueden inundarse durante la época lluviosa, son suelos pesados y mal drenados. Arenas de playa de mar, generalmente no son cultivables.  
Para guía de navegación existe en este puerto un faro a 28 m s. n. m. con luz blanca de 500 bujías. El faro antiguamente estaba colocado sobre un tanque de agua a 600 m de la cabeza del muelle y azimut del mismo faro de 40°, visibilidad 10 millas náuticas, aproximadamente, pero actualmente se encuentra situado en una estructura de metal más elevada.
El municipio colinda y está rodeado casi completamente por el municipio de Retalhuleu, y solamente al sur colinda con el Océano Pacífico:
| Noroeste: Retalhuleu                | Norte: Retalhuleu    | Nordeste: Retalhuleu |
| Oeste: Retalhuleu y Océano Pacífico |                      | Este: Retalhuleu     |
| Suroeste: Océano Pacífico           | Sur: Océano Pacífico | Sureste: Retalhuleu  |

## Gobierno municipal
Los municipios se encuentran regulados en diversas leyes de la República, que establecen su forma de organización, lo relativo a la conformación de sus órganos administrativos y los tributos destinados para los mismos.  Aunque se trata de entidades autónomas, se encuentran sujetos a la legislación nacional y las principales leyes que los rigen desde 1985 son:
| N.º | Ley                                                | Descripción |
| --- | -------------------------------------------------- | --- |
| 1   | Constitución Política de la República de Guatemala | Tiene una regulación legal específica para los municipios en los artículos 253 al 262. |
| 2   | Ley Electoral y de Partidos Políticos              | Ley de carácter constitucional aplicable a los municipios en el tema de la conformación de sus autoridades electas. |
| 3   | Código Municipal                                   | Decreto 12-2002 del Congreso de la República de Guatemala. Tiene la categoría de ley ordinaria y contiene preceptos generales aplicables a todos los municipios, e inclusive contiene legislación referente a la creación de los municipios.             |
| 4   | Ley de Servicio Municipal                          | Decreto 1-87 del Congreso de la República de Guatemala. Regula las relaciones entra la municipalidad y los servidores públicos en materia laboral. Tiene su base constitucional en el artículo 262 de la constitución que ordena la emisión de la misma. |
| 5   | Ley General de Descentralización                   | Decreto 14-2002 del Congreso de la República de Guatemala. Regula el deber constitucional del Estado, y por ende del municipio, de promover y aplicar la descentralización y desconcentración económica y administrativa.                                |

El gobierno de los municipios está a cargo de un Concejo Municipal mientras que el código municipal —ley ordinaria que contiene disposiciones que se aplican a todos los municipios— establece que «el concejo municipal es el órgano colegiado superior de deliberación y de decisión de los asuntos municipales […] y tiene su sede en la circunscripción de la cabecera municipal»; el artículo 33 del mencionado código establece que «[le] corresponde con exclusividad al concejo municipal el ejercicio del gobierno del municipio».
El concejo municipal se integra con el alcalde, los síndicos y concejales, electos directamente por sufragio universal y secreto para un período de cuatro años, pudiendo ser reelectos.
Existen también las Alcaldías Auxiliares, los Comités Comunitarios de Desarrollo (COCODE), el Comité Municipal del Desarrollo (COMUDE), las asociaciones culturales y las comisiones de trabajo. Los alcaldes auxiliares son elegidos por las comunidades de acuerdo a sus principios y tradiciones, y se reúnen con el alcalde municipal el primer domingo de cada mes, mientras que los Comités Comunitarios de Desarrollo y el Comité Municipal de Desarrollo organizan y facilitan la participación de las comunidades priorizando necesidades y problemas.
Los alcaldes que ha habido en el municipio son:
| Año       | Nombre                        | Obras                                                                            | Año       | Nombre                     | Obras                                                                        |
| --------- | ----------------------------- | -------------------------------------------------------------------------------- | --------- | -------------------------- | ---------------------------------------------------------------------------- |
| 1914-1917 | Narciso Pimentel              |                                                                                  | 1917-1919 | Oscar Vasqez               |                                                                              |
| 1919-1922 | Enrique Morales Molina        | Último alcalde durante el gobierno liberal del licenciado Manuel Estrada Cabrera | 1922-1924 | Eduardo V. Mendoza         |                                                                              |
| 1924-1927 | A. Velázquez O.               |                                                                                  | 1927-1929 | Juan Cáliz Bermúdez        |                                                                              |
| 1929-1932 | J. Dios Rivera                | Primer alcalde durante el gobierno liberal del general Jorge Ubico Castañeda     | 1932-1934 | Juan Girón                 |                                                                              |
| 1934-1937 | Walter Argueta G.             |                                                                                  | 1937-1939 | Eduardo Funes              |                                                                              |
| 1939-1942 | Juan A. Peláez                |                                                                                  | 1942-1944 | Francisco Corzo            | Último alcalde durante el gobierno liberal del general Jorge Ubico Castañeda |
| 1944-1947 | Fermín Serrano                | Alcalde durante el gobierno revolucionario del doctor Juan José Arévalo          |           |                            |                                                                              |
| 1947-1949 | Gustavo Cifuentes             | Alcalde durante el gobierno revolucionario del doctor Juan José Arévalo          | 1949-1952 | Emiliano Vallejo           | Alcalde durante el gobierno revolucionario del coronel Jacobo Árbenz Guzmán  |
| 1952-1954 | Mariano Cardillo F.           | Alcalde durante el gobierno revolucionario del coronel Jacobo Árbenz Guzmán      | 1954-1957 | Domitilo Herrera Benítez   | Alcalde durante el gobierno liberacionista del coronel Carlos Castillo Armas |
| 1957-1959 | Antonio García                |                                                                                  | 1959-1962 | Alejandro Flórez Carranza  |                                                                              |
| 1962-1964 | Víctor Manuel Galdámez Flores |                                                                                  | 1964-1967 | Félix Hernández Herrarte   |                                                                              |
| 1967-1969 | Alfonso Emilio Arenas Jerez   | Alcalde durante el gobierno del licenciado Julio César Méndez Montenegro.        | 1969-1972 | Félix Tute Castillo        |                                                                              |
| 1972-1974 | Gregorio Cifuentes Castillo   | Alcalde durante el gobierno del coronel Carlos Arana Osorio.                     | 1974-1977 | Belisario Alvarado Escobar | Alcalde durante el gobierno del general Kjell Eugenio Laugerud García        |
| 1977-1979 | Sergio Cornelio Sánchez Roche |                                                                                  | 1979-1982 | Rocael Mayen Batres        | Alcalde durante el gobierno del general Fernando Romeo Lucas García          |
| 1982-1984 | Héctor Edmundo Rodríguez      |                                                                                  | 1984-1987 | Efraín Chacón              | Inicio del Proceso Democrático de Guatemala                                  |
| 1987-1989 | Félix Tute Castillo           |                                                                                  | 1989-1992 | Oscar de la Cruz Túnchez   |                                                                              |
| 1992-1996 | Margarito Florían Escobedo    |                                                                                  | 1996-2000 | Gilberto Velázquez Pacheco |                                                                              |
| 2000-2004 | Santiago Pérez                |                                                                                  | 2004-2008 | Gabriel Ticas Fuentes      |                                                                              |
| 2008-2016 | Victoriano Ovando             |                                                                                  | 2016-2020 | César Cigarroa             | 2016-2020                                                                    |
| 2020-2024 | Rosalío López López (Chalío)  |                                                                                  |           |                            |                                                                              |

## Historia

### Fundación
Durante la colonia española, y culminando con la administración del gobierno del Dr. Mariano Gálvez, los criollos y ladinos de Los Altos tenían resentimiento contra los comerciantes de la Ciudad de Guatemala —los miembros del Clan Aycinena—, quienes monopolizaban el comercio y se oponían rotundamente a la construcción de un puerto en el Pacífico y de una carretera que le sirviera a Los Altos para comerciar con países extranjeros directamente. Por su parte, los indígenas eran muy religiosos y miraban con recelo las políticas laicas impulsadas por el gobierno liberal de Gálvez, gracias a la labor de los curas párrocos que les decían que esas políticas iban en contra la religión.
A partir del 3 de abril de 1838, cuando ya estaba colapsando el gobierno de Gálvez, el área de Retalhuleu fue parte de la región que formó el efímero Estado de Los Altos, el cual fue autorizado por el Congreso de la República Federal de Centro América el 25 de diciembre de ese año forzando a que el Estado de Guatemala se reorganizara en siete departamentos y dos distritos independientes el 12 de septiembre de 1839:
- Departamentos: Chimaltenango, Chiquimula, Escuintla, Guatemala, Mita, Sacatepéquez, y Verapaz
- Distritos: Izabal y Petén[10]

Pero tras varios combates, el general guatemalteco Rafael Carrera recuperó el territorio de Los Altos para Guatemala e impuso un régimen duro y hostil para los liberales altenses, pero bondadoso para los indígenas de la región —derogando el impuesto personal— y para los eclesiásticos restituyendo los privilegios de la religión católica; llamando a todos los miembros del cabildo criollo les dijo tajantemente que se portaba bondadoso con ellos por ser la primera vez que lo desafiaban, pero que no tendría piedad si había una segunda vez. El 26 de febrero de 1840 el gobierno de Guatemala colocó a Los Altos bajo su autoridad y el 13 de agosto nombró al corregidor de la región, el cual servía también como comandante general del ejército y superintendente.
No fue casualidad entonces que treinta años después, durante la Revolución Liberal de 1871 y ya cuando habían pasado seis años de la muerte del presidente vitalicio Rafael Carrera, el autonombrado general Miguel García Granados emitiera un decreto indicando el origen del puerto de Champerico, aun antes de hacerse del poder absoluto en Guatemala:
| Considerando que el desarrollo del comercio y la agricultura de la república en general y la de los departamentos de los alto en especial demanda una medida que promueve su engrandecimiento el cual no puede lograrse si no he expeditando las vías de comunicación en el interior y facilitando los medios de la exportación de sus productos, que la importación autorizada en la costa sur hasta hoy, solo en el puerto de San José, no es bastante a satisfacer la necesidades del comercio por las distancias de dicho puerto a los lugares de consumo lejanos, que el punto más aceptable para la habilitación de un nuevo puerto es la comunidad de Champerico así por su localidad y su salubridad, como por ser el más céntrico para los lugares de producción con presencia de los decretos del 24 de enero y 31 de marzo de 1849, de los acuerdo gubernativos del 14 de octubre de 1853 y el 1 de abril de 1854, el presidente provisorio del uso de las facultades de que esta previsto, decreta: - Artículo 1º. Queda habilitado para el comercio de importación y exportación el puerto de Champerico en la costa del Pacífico. - Artículo 2º. Se establece la aduana de dicho puerto en la villa de Retalhuleu, entre tanto puede ponerse en Champerico, para el cobro de los derechos que verificará con arreglo para los aranceles vigentes. - Artículo 3º. Se nombrarán interinamente los empleados que fueran necesarios para la organización de dicha Aduana. - Artículo 4º. Este decreto comenzará a sufrir efecto tres meses después de su promulgación, sin prejuicio de someterlo a la aprobación de la Asamblea Constituyente que habrá de convocarse. - Artículo 5º. Queda encargado del cumplimiento de este decreto el secretario general del gobierno provisorio dado en Quetzaltenango, a diez de junio de mil ochocientos setenta y uno. —General Miguel García Granados |

En sus inicios el puerto de Champerico prestó servicio de pasajeros, pero por el decreto anterior el puerto quedó habilitado al comercio, logrando por fin el anhelado puerto para Los Altos.

### Conflicto internacional con Estados Unidos

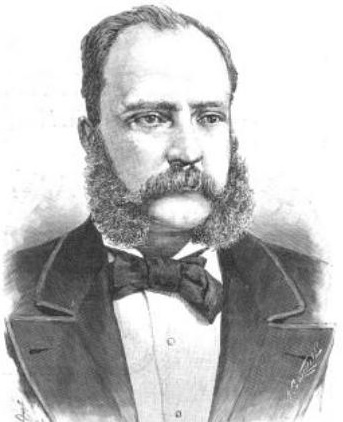
General Juan Martín Barrundia, quien fuera el ministro de la Guerra del presidente Justo Rufino Barrios.

En 1890, Champerico estuvo en medio de un conflicto entre el gobierno del general Manuel Lisandro Barillas y el gobierno de los Estados Unidos originado por la muerte en un buque estadounidense del exministro de la Guerra del gobierno de Justo Rufino Barrios, el general Juan Martín Barrundia.  El 12 de agosto de ese año, el general Barrundia se puso en movimiento desde su exilio en México yendo hacia Acapulco, para embarcarse hacia El Salvador, para reunirse con las fuerzas salvadoreñas que se aprestaban a invadir a Guatemala. Pero el 21 de agosto se firmó la paz entre El Salvador y Guatemala y la secretaría de Relaciones Exteriores de Guatemala giró órdenes a los puertos de Ocós, Champerico, San José y Livingston para que procedieron con la captura de Barrundia, no sin antes enviar una nota al consulado de los Estados Unidos informándoles que Barrundia había cometido el crimen de alta traición y debía ser capturado.
El 26 de agosto de 1890 el vapor «Acapulco» de bandera estadounidense atracó en Champerico, pero el capitán se negó a entregar a Barrundia pues no había recibido una notificación oficial del consulado estadounidense para hacerlo. Por la noche de ese día retornó a la ciudad de Guatemala el embajador Lansing B. Mizner y tras estudiar el caso con el cónsul y el ministro de Relaciones Exteriores Francisco Anguiano accedió a entregar a Barrundia a las autoridades guatemaltecas.  Sin embargo, el capitán del «Acapulco», W.G. Pitts, indicó que no había garantías suficientes para entregar a Barrundia en Champerico y decidió continuar a Puerto San José y entregar a Barrundia allí. El viaje prosiguió, y Barrundia murió tratando de no ser aprehendido por las autoridades guatemaltecas en San José.

### Nacionalización de las instalaciones
Desde su fundación el puerto fue operado por compañías privadas, hasta el año de 1955, cuando el gobierno adquirió las instalaciones portuarias. El cambio de propiedad ocurrió como consecuencia del huracán e inundaciones sufridas a mediados de octubre de 1954, que destruyeron el equipo flotante y arrasaron la mayoría de edificios paralizando las acciones portuarias. A raíz de este desastre, el gobierno asumió las operaciones en el puerto, fundando la «Empresa Portuaria Nacional de Champerico» por medio del decreto presidencial n.º 334 del 29 de junio de 1955. En los años subsiguientes, Champerico gozó de una relativa prosperidad y crecimiento en la actividad comercial e industrial.[cita requerida]

### Retorno de refugiados
En los últimos años se han realizado nuevos asentamientos formados por grupos indígenas, originarios del altiplano especialmente en las etnias mam, quiché, cachiquel, ixil y chuj. Estos grupos corresponden a población desplazada por el conflicto armado interno desarrollado en las décadas de los 60 a los 90, quienes después de haberse refugiado por algún tiempo en México, regresaron en condiciones de pobreza y sin tierras para vivir y cultivar, acompañados en algunos casos por agricultores pobres de la región, han logrado a base de presión obtener fincas compradas por el estado, asentándose en ellas y cambiando la composición étnica del municipio. Su presencia le da a Champerico las características de una población multiétnica, multibilingüe y pluricultural.

## Costumbres y tradiciones
La principal tradición del municipio es la fiesta patronal que se celebra el 2 al 7 de agosto en honor al patrono Jesús Salvador del mundo, se celebra una procesión que correcorre las principales calles de la ciudad, hay actividades deportivas como competencia s de triatlón, futbol y baloncesto. En estas fechas la población local goza de 1 día de asueto INCIDE, 2009. En la época de Semana Santa con la llegada de los turistas nacionales se organiza una segunda feria, lo mismo sucede en el año nuevo. En las comunidades se celebran aniversarios y fiesta patronales de importancia local.
El idioma predominante es el español; sin embargo, las comunidades indígenas hablan su propio idioma, que pueden ser mam, kiche, kakchikel, ixil, chuj, y otros. El traje típico se observa en las comunidades indígenas especialmente en las mujeres. No hay una comida tradicional, los habitantes antiguos incluye en su dieta productos del mar. Las religiones predominantes son la católica y la protestante en sus diversas manifestaciones, observándose un decrecimiento en la primera y un aumento en el segundo, que tiene una organización horizontal sin jerarquías. En el municipio de Champerico no existen lugares mayas sagrados reconocidos.

## Recreación
La principal recreación del municipio lo constituye las playas, donde también se practica el surf, campeonatos municipales de fútbol, baloncesto, triatlón se habla de pesca deportiva y avistamiento de ballenas, para deportista fuera del municipio.

### Surf
En los últimos años se ha estado impulsando a Champerico como una playa con gran potencial para el Surfing tanto a nivel profesional como a nivel turístico, cuenta con una Escuela para esta clase de deporte con personas especializadas quienes han sido campeones a nivel Centroamericano de este Deporte y han tenido mucha participación a nivel internacional, si su búsqueda de información sobre Champerico es sobre este tema le invitamos a que pueda visitar sus playas y disfrutar de la práctica de este Deporte.

### Sitios turísticos
- Playas en Champerico
- Esteros: Acapolòn, Champericón, Ixtan, Chapan, Acapàn, Negro, Manchón, Del Negrito, Agua Caña, El Chico, Jovel y Majagual.
- Lagunas: Laguna Grande, Espíndola, Las Maduras, La Escondida, Las Bolonas, Del negro, Peñas Raicitas, Pargos, Sábalos, La Zarca, El Chuchel y El Negrito.

## Salud
La infraestructura de salud en el municipio de Champerico consta con un centro de salud tipo B, ubicado en el área urbana y 10 puesto de salud en las siguientes comunidades: colonia 20 de octubre, parcelamiento el rosario, nueva Cajolà Nueva alga marea Cuchuapán aldea Montecristo y aldea el chico, esté último pertenece territorialmente a Retalhuleu, pero está resignado al distrito de salud de Champerico, el instituto guatemalteco de seguridad social cuenta con una clínica en el área urbana para sus afiliados, existen también en la cabecera municipal 4 clínica privadas y 6 farmacias. En el 2009 la cobertura de los servicios de salud para la población fue de 89.89 % se incluye todas las personas atendidas. Los tipos de servicios son: morbilidad general, materno infantil, control de peso y talla a niños y niñas inmunizaciones, atención a paciente con VIH dengue y malaria adulto mayor, enfermedades degenerativas saneamiento básico agua) enfermedades diarreicas y rehidratación oral medio ambiente tuberculosis infección trasmitidas, salud mental enfermedad crónicas rabia humana y rabia en población canina. El IGSS tiene los programas de enfermedad común accidente, pediatría y maternidad, para los afiliados en el municipio,
La capacidad de los centros esta en un 60 % tanto en infraestructura como en equipamiento, No hay medicamento disponibles quejas general de la población identificados en el mapeo participativo.
No se puede cuantificar la cobertura de salud en porcentaje, ya que existen varios factores que deben ser tomados en cuenta para ello. Actualmente funcionan en este municipio los siguientes centros de salud:
- Área urbana.
- Colonia 20 de Octubre.
- Parcelamiento El Rosario.
- Sector El Codo del Parcelamiento El Rosario.
- Aldea Santiago Agrícola.
- Comunidad Nueva Cajolà.
- Aldea El Río.
- Aldea Nueva Olga María Cuchuapán.

Seguridad
Actualmente funciona en este municipio una subjefatura de la policía nacional civil, que cuenta con 14 elementos, una radio-patrulla, y 2 motocicletas. Además, hay 200 alcaldes auxiliares en todo el municipio. Se localiza un juzgado de paz que tiene su sede en la cabecera municipal.

## Economía
El municipio de Champerico, por ser un pueblo asentado a la orilla del mar presenta una variedad de oficios que en pueblos tierra adentro no se dan, de esa forma hay personas que viven exclusivamente del mar, los que cambian los trabajos con el mar y los que realizan sus actividades fuera de él.
- Área cultivada: 15 601.3 hectáreas.
- Principales cultivos: maíz, plátano, mango, limón, naranja, palma africana, ajonjolí, sandía, papaya, pasto y hortalizas tropicales.

### Pecuario
Se cuentan alrededor de 28 900 cabezas de ganado bovino.

### Psicultura
La pesca ocupa un lugar importante en Champerico, existiendo varias empresas que también exportan estos productos. La pesca se practica en tres modalidades, pesca industrial, relacionada con todos los productos del mar, pero  específicamente tiburón, camarón y pescado de los denominados: róbalo, bagre, curvina, cachaco, sierra y otros.

### Industria
Predomina la industria camaronera CAMARSA, dedicada al procesamiento de camarón, este producto, el cual se trae en furgones de puerto Quetzal, pues a la fecha este municipio carece de muelle en buen estado, ya que el existente está en pésimas condiciones y debido al azolvamiento se hace imposible que los barcos o embarcaciones grandes, puedan dejar su producto en este lugar.
Esta empresa dejó de funcionar desde el año 2015.

### Comercio
Champerico es un pequeño pueblo con gran comercio en mariscos y pescados, exporta ajonjolí, maíz, en importantes cantidades para el país

### Agricultura
La actividad agrícola está orientada a agricultura de subsistema, a la pequeña y mediana agricultura y a la agricultura extensiva. En agricultura de subsistencia se ubican todos los vecinos de los barrios marginales de la cabecera municipal y los agricultores de los asentamientos, sembrando en dos temporadas, maíz en la siembra de primera y ajonjolí en la siembra segunda. Es práctica común que agricultores del altiplano bajen a la costa y que dueños de las fincas les arrenden para siembra de maíz, pagando la renta con la siembra y cuidado del cultivo del ajonjolí. Estos agricultores por las extensiones que siembran, la tecnología que utilizan en los cultivos que siembran maíz y ajonjolí reproducen y recorren indefinidamente el camino insalvable de la subsistencia.[cita requerida]
Las especies forestales del municipio que formaban los bosques, se han reducido a especies que se encuentran dispersas en zanjones, linderos, humedales y otros. Se pueden mencionar a la ceiba, cedro, conacaste, pata de mula, guayacán, mulato, laurel, guachipilín, madre cacao, volador, palo de hule, coco, mangle, y otros. La fauna también ha sido depredada hasta el peligro de extinción de muchas especies, como las iguanas, culebras, armadillos, zarigüeyas, mapaches, zorras gris. Las aves utilizadas como mascotas, ejemplo loros, pericos, cotorras, tienen una fuerte presión por su valor en el mercado, son depredadas en la etapa de polluelos. Las aves migratorias han perdido lugares para apostarse y cambian de sitio para descansar en sus vuelos continentales. No hay protección para las garzas, pato aguja, cigüeñones, golondrinas de mar y otros, perdiéndose su valor escénico en los paisajes costeros.[cita requerida]